# Derbi del Noroeste de Inglaterra
El Derbi del Noroeste de Inglaterra (en inglés: North West derby) es el partido que disputan el Liverpool Football Club y el Manchester United Football Club, en una de las rivalidades deportivas más importantes del fútbol de Inglaterra y del mundo, siendo considerado el «Derby Inglés». Ambos clubes provienen del noroeste de Inglaterra, de las ciudades de Liverpool y de Mánchester, en los condados de Merseyside y Gran Mánchester, respectivamente.
Es considerada como una de las mayores rivalidades en el mundo del fútbol, junto con el Superclásico en Argentina, el Old Firm derbi en Escocia, El Clásico en España y el Derby de Italia en Italia, y es considerado el encuentro más famoso en el fútbol inglés. Los jugadores, los fanáticos y los medios de comunicación a menudo consideran que los juegos entre los dos clubes son su mayor rivalidad, incluso por encima de sus propios derbis locales Everton (para el Liverpool) y Manchester City (para el Manchester United), respectivamente.
La rivalidad se ha visto impulsada por la proximidad de las dos ciudades que representan, su histórica rivalidad económica e industrial, los periodos significativos de dominación futbolística nacional y el éxito europeo, y su popularidad en el país y en el extranjero, así como por ser dos de los clubes más rentables del fútbol ampliamente apoyados en el mundo.
Los dos clubes son los equipos ingleses más exitosos en competiciones nacionales y europeas; y entre ellos han ganado 40 títulos de liga, 9 Copas de Europa, 4 Copas de la UEFA, 1 Recopa de Europa, 5 Supercopas de la UEFA, 21 FA Cup, 16 Copas de la Liga, 1 Supercopa de la Liga, 2 Mundiales de Clubes, 1 Copa Intercontinental y 37 Community Shield.
Cada club puede reclamar la supremacía histórica sobre el otro: Manchester United, en el ámbito local, por sus cincuenta y nueve títulos nacionales, y los «Reds» por sus catorce títulos internacionales, por sobre los ocho títulos del Manchester United, y por ser campeón de la Copa de Europa seis veces contra tres de los «Red Devils». En total, Liverpool cuenta con 69 títulos por 68 del Manchester United.

## Rivalidad entre ciudades
Las ciudades de Liverpool y Mánchester están ubicadas en el noroeste de Inglaterra, a 56 kilómetros (34,8 mi) de distancia. Desde la revolución industrial, ha habido un tema consistente de rivalidad entre las dos ciudades en torno a la competencia económica e industrial. Mánchester, hasta el siglo XVIII, era una ciudad mucho más poblada y tenía una posición de importancia y notabilidad como representante del norte. A fines del siglo XVIII, Liverpool había crecido como un importante puerto marítimo, fundamental para el crecimiento y el éxito de las fábricas de algodón del norte. Durante el siglo siguiente, Liverpool creció para reemplazar a Mánchester y, a lo largo de finales del siglo XIX y principios del siglo XX, a menudo se describió como la segunda ciudad del Imperio Británico. Los vínculos entre las dos ciudades se fortalecieron con la construcción del Canal de Bridgewater, la Navegación de Mersey e Irwell y el Ferrocarril de Liverpool y Mánchester para el transporte de materias primas hacia el interior.

El escudo de armas de Mánchester formó la base de la insignia original del Manchester United.

La construcción del Canal marítimo de Mánchester, financiada por comerciantes de Mánchester, fue rechazada por los políticos de Liverpool y generó resentimiento entre las dos ciudades. La tensión entre los trabajadores de la clase trabajadora del Liverpool y los trabajadores en Mánchester aumentó después de su finalización en 1894, solo tres meses antes del primer encuentro entre el Liverpool y el Newton Heath en un partido de play-off que vería al Newton Heath relegado a la Second Division.
Hoy en día, los escudos de la ciudad de Mánchester y el Manchester United incluyen barcos estilizados que representan el Canal marítimo de Mánchester y las raíces comerciales de Mánchester. El barco también está incluido en el escudo de muchas otras instituciones mancunianas como el Ayuntamiento de Mánchester y sus rivales el Manchester City.
Los cambios en los vínculos económicos en la posguerra, la dependencia del carbón regional y los cambios en los patrones de comercio transatlántico causados por el crecimiento de los mercados laborales asiáticos causaron el declive gradual de la manufactura británica. Mientras que la ciudad de Liverpool sufrió la pérdida de su principal fuente de ingresos para las ciudades portuarias del sur, Mánchester mantuvo parte de su patrimonio manufacturero. Esta inversión de fortunas se produjo en el contexto de los cambiantes antecedentes políticos y eventos significativos en la cultura y la sociedad británicas en la segunda mitad del siglo XX.
Ambas ciudades formaron parte del condado de Lancashire hasta marzo de 1974, tras la promulgación de la Ley de Gobierno Local de 1972. Desde entonces, Liverpool y Mánchester anclan respectivamente los condados metropolitanos vecinos de Merseyside y Gran Mánchester.
Las dos ciudades continúan siendo fuertes rivales regionales, compitiendo por la influencia de las áreas circundantes. Su importancia continua para la economía del Reino Unido y se ha reflejado con la adjudicación de los Juegos de la Commonwealth de 2002 en Mánchester, mientras que Liverpool recibió el título de Capital Europea de la Cultura 2008 como parte de su continua regeneración.
Los proyectos más recientes de Peel Ports han tratado de restablecer los vínculos económicos entre el Puerto de Liverpool y el Puerto de Mánchester, incluido el re-desarrollo de vínculos comerciales a través del Canal marítimo de Mánchester.

## Rivalidad futbolística

### Inicios hasta 1945
El Manchester United F.C. se formó en Newton Heath el 5 de marzo de 1878 como Newton Heath LYR F.C.; y jugó su primer partido competitivo en octubre de 1886, cuando ingresaron a la Primera Ronda de la FA Cup de 1886–87.

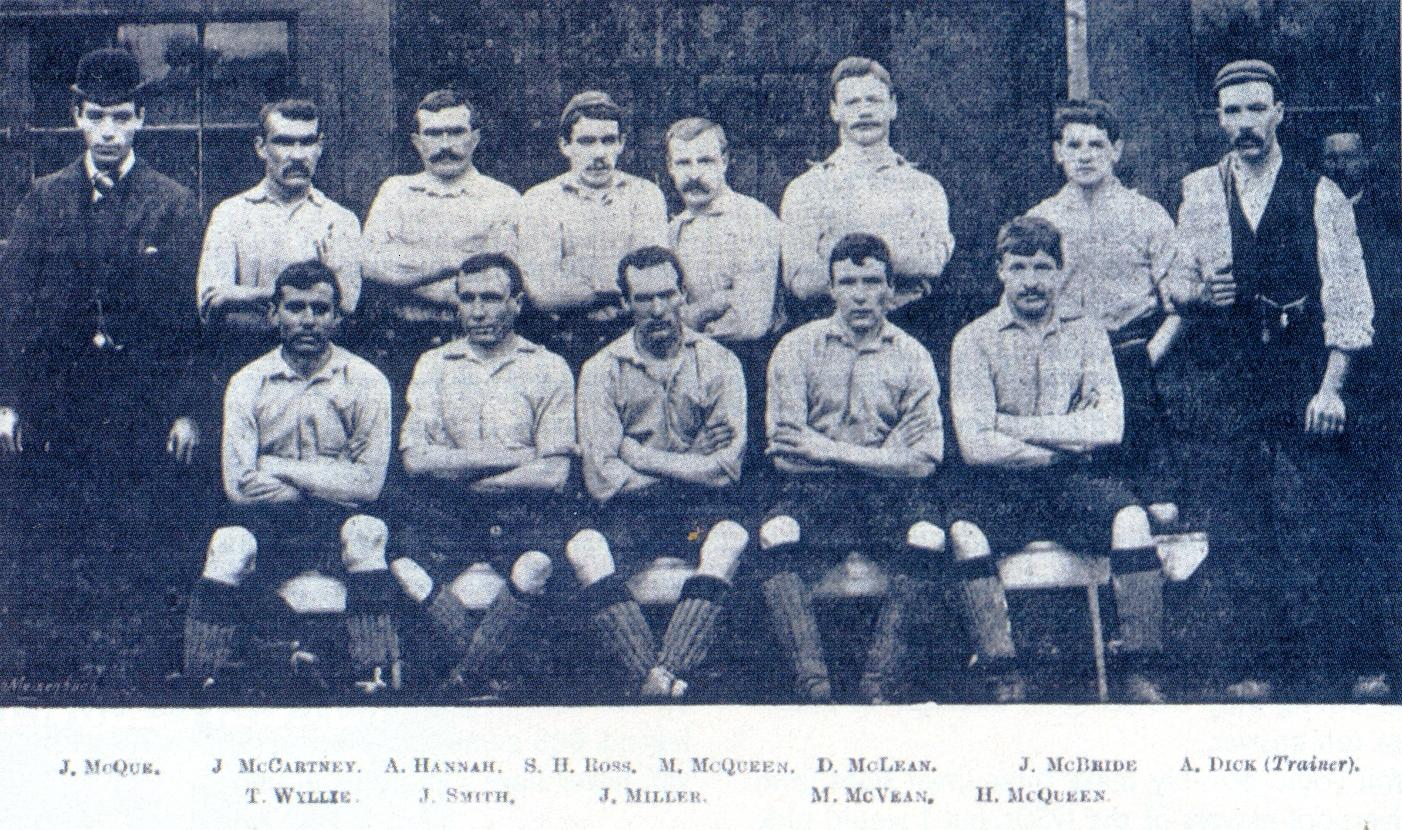
El equipo del Liverpool durante su primera temporada, 1892–93.

El Liverpool F.C. se formó en 1892 luego de un desacuerdo entre la junta directiva del Everton F.C. y el presidente del club, John Houlding, quien era el propietario del estadio del club, Anfield. El desacuerdo entre las dos partes sobre el alquiler dio lugar a que el Everton se mudara a Goodison Park desde Anfield, y Houlding fundó el Liverpool F.C. Para jugar en el estadio recién desocupado.
La primera temporada del Liverpool fue en la Second Division en 1893. El equipo se mantuvo invicto toda la temporada, ganó el título y fue elegido para ascender a la First Division, lo que los vería jugar un partido de play-off contra el último de la First Division. El equipo al que se enfrentó Liverpool fue al Newton Heath, a quienes vencieron 2-0 para tomar su lugar en la primera división.
El Liverpool ganó su primer campeonato de la Football League en 1901 y lo siguió otro en 1906, la misma temporada en la que el Manchester United, recientemente renombrado, ascendió a la máxima categoría luego de terminar como subcampeón de la Second Division detrás del Bristol City. Dos temporadas más tarde, cuando el Liverpool había caído a media tabla, el Manchester United consiguió su primer título de liga en la temporada 1907–08, ganandola por nueve puntos de diferencia al Aston Villa y el Manchester City. Seguido ganaron la primera y recién creada Charity Shield donde derrotaron al Queens Park Rangers en dos juegos en 1908. La temporada siguiente, ganaron la FA Cup 1908-19, y siguieron con otro título de liga y otra Charity Shield en 1911.
El estallido de la Primera Guerra Mundial interrumpió el fútbol nacional, y luego de la reanudación de las competiciones en 1919, el Liverpool se impuso en el fútbol nacional con un par de campeonatos de liga mientras que el United se encontró en un fuerte declive que los vio relegados a segunda división en 1923. Entre 1923 y el brote de la Segunda Guerra Mundial, ninguno de los equipos ganó más trofeos competitivos fuera de los trofeos regionales locales, con el Manchester United pasando tres períodos no consecutivos en la Second Division.

### 1945 al 1992

Un gráfico comparativo que muestra las posiciones anuales del Manchester United F.C. y el Liverpool F.C. en el sistema de la ligas del fútbol inglés desde la temporada 1892–93 hasta el presente.

Después de la Segunda Guerra Mundial, el Liverpool se convirtió nuevamente en campeón inglés en 1947 antes de que los roles de los clubes se revirtieran una vez más, cabe destacar que en Inglaterra hay una variedad de clásicos en la historia, continuemos con la historia del manchester united vs liverpool (derbi del noroeste de Inglaterra) con los Merseysiders cayendo a segunda división y el Manchester United encontrando estabilidad bajo la dirección del excapitán del Liverpool Matt Busby, ganando la FA Cup en 1948 y luego tres títulos de liga y Charity Shields cada uno en la década de 1950. Durante este tiempo, el entonces presidente del Liverpool, Tom Williams, se acercó al futuro entrenador del Liverpool, Bill Shankly, y le preguntó: «¿Te gustaría entrenarel mejor club del país?». «¿Por qué?», respondió Shankly. «¿Matt Busby lo está empaquetando?».
Tras la promoción del Liverpool bajo Shankly en 1962, los dos clubes se encontraron en competencia directa entre sí por primera vez, compartiendo cuatro títulos de liga entre 1964 y 1967, así como también la Charity Shield de 1965. Sin embargo, después de esto, los dos clubes comenzaron a desviarse en direcciones opuestas una vez más. La consecución del título del United de 1967 sería la última durante 26 años, mientras que el Liverpool disfrutaría de casi 20 años de éxito, ganando 11 títulos de liga, 19 copas nacionales y siete trofeos europeos desde 1972 hasta 1992. El respiro del United durante este tiempo llegó a través de las competiciones de copa, como sus triunfos sobre los Merseysiders en la final de la FA Cup de 1977 y el replay de semifinales de la FA Cup de 1979 en Goodison Park. Fue durante este período, a finales de los 70 y principios de los 80, que la rivalidad moderna entre los dos clubes realmente comenzó a calentarse. Según el sociólogo del fútbol John Williams, el United había desarrollado un «perfil de glamour y medios», pero no tuvo el éxito para igualarlo, y los fanáticos del Liverpool sintieron que los Red Devils eran «queridos de los medios de comunicación y recibieron demasiada publicidad». Hubo una percepción en Liverpool de que sus equipos tenían gran éxito, eran «profesionales» y «bien ejecutados», pero siempre estuvieron de alguna manera a la sombra de las estrellas de Old Trafford. Esto llevó a un apodo irónico al United en Liverpool; «The Glams» —Los glamurosos—.

### 1992 al presente
La sequía de 26 años sin un título de liga del Manchester United ha sido reflejado por el Liverpool que desde 1990, cuando los Reds lograron su último título de liga no la han podido ganar. Mientras tanto, el dominio del United desde 1990 ha sido abrumador, han ganado 13 títulos de liga, 23 copas nacionales y siete trofeos europeos. Una vez más, las glorias en copa, como la Copa de la Liga de 2003 y la FA Cup de 2006, permitieron a Liverpool un poco de retribución contra sus rivales. Sin embargo, a pesar de su fortuna contrastante, solo seis veces desde 1972, ni el Liverpool ni el United terminaron entre los dos primeros de la liga —en 1980-81, 2003-04, 2004-05, 2014-15, 2015-16 y 2016-17— e incluso durante cinco de esas seis campañas, uno de los dos clubes se llevó algún trofeo a casa; Liverpool ganó la Copa de Europa y la Copa de la Liga en 1981, mientras que el Manchester United levantó la Community Shield y la FA Cup en la temporada 2004 y el Liverpool ganó la UEFA Champions League en 2005. El United volvió a ganar la FA Cup en 2016 y ganaron un triple de trofeos consistentes en el Community Shield, la Copa de la Liga y la UEFA Europa League en la temporada 2016-17.

## Entrenadores

### Entrenadores notables
Si bien los éxitos del Liverpool y el Manchester United son casi idénticos en número, sus sistemas para lograr estos éxitos varían considerablemente. Liverpool construyó su dominio en una dinastía conocida como la Anfield Boot Room —Cuarto de los botines de Anfield—. Sin embargo, en la sala de entrenamiento fue donde se planeó la estrategia para futuros partidos, y a su vez, se convirtió en un lugar de educación para los futuros entrenadores del Liverpool luego de la llegada de Bill Shankly en 1959. Los miembros originales eran Shankly, Bob Paisley, Joe Fagan y Reuben Bennett, aunque los gustos de Kenny Dalglish se agregaron más tarde.
Luego de la jubilación de Shankly en 1974, habiendo conseguido ocho trofeos en 15 años, Bob Paisley asumió su puesto y acumuló 20 trofeos en 9 temporadas. Después de su retiro, Joe Fagan se hizo cargo del equipo y en la primera de las dos temporadas en el club, ganó un triplete de trofeos. Kenny Dalglish, aunque no era la primera opción para ocupar el banquillo Red, fue aceptado para el rol de mánager, y lo combinó con sus obligaciones de juego para ganar 10 trofeos con el Liverpool. La conexión del cuarto de los botines finalmente se rompió en 1991, 32 años después de la llegada de Shankly, con el nombramiento de Graeme Souness, quien en realidad demolió la propia sala de los botines para dar paso a una sala de prensa. Todavía logró producir un último mánager del Liverpool, Roy Evans, quien ganó la Copa de la Liga, pero tras su renuncia en 1998, la era había terminado.
En contraste, el Manchester United ha tenido éxito gracias a los servicios de tres hombres extraordinarios, todos separados por décadas, sin la necesidad de continuidad y éxito sostenido más allá de la partida de cada hombre. De los 66 trofeos que el United ha ganado, 56 han llegado gracias a las hazañas de Ernest Mangnall, Sir Matt Busby y Sir Alex Ferguson. Mangnall fue el primer gran mánager del Manchester United, que logró cinco trofeos en un período de tres años de 1908 a 1911. Tras su partida al Manchester City un año más tarde, los rivales locales, no sería hasta la llegada de Busby, 33 años más tarde, que el club volvería a estar en la pelea por trofeos.
| «Mi mayor desafío fue derribar al Liverpool desde su puta percha, y puedes imprimirlo.»—Alex Ferguson en respuesta a un comentario de Alan Hansen en 2002. |

Busby se convirtió en el segundo entrenador más condecorado de todos los tiempos —irónicamente como exjugador y capitán del Liverpool—, ganando 13 trofeos en el club, incluida la Copa de Europa de 1968, la primera vez que un equipo inglés conseguía el máximo premio del fútbol europeo. Sin embargo, después de la jubilación de Busby en 1969, el Manchester United vio cómo se les iba la fortuna y el club luchó por mantenerse exitoso hasta la llegada de Alex Ferguson 17 años más tarde, tiempo durante el cual el United solo ganó tres FA Cup y dos Charity Shield.
Fue solo bajo el escocés que el United recuperó sus días de gloria, ganando 38 trofeos durante sus 26 años de mandato para escalar los pináculos del fútbol inglés y europeo. Sin embargo, desde la jubilación de Ferguson en 2013, el club se ha debilitado nuevamente, terminando entre los cuatro primeros en liga solo dos veces en cinco temporadas, aunque ha habido un éxito frecuente en las copas nacionales.

## Jugadores

### Rivalidad de jugadores
La rivalidad también se ha extendido a los jugadores: Wayne Rooney, un producto de los rivales de ciudad del Liverpool, Everton, que jugó para el United desde 2004 hasta 2017, describió cómo creció odiando a los Reds —Liverpool—, mientras que Steven Gerrard del Liverpool tomó un equipo de filmación en su gira por su casa, donde mostró una colección de camisetas de fútbol que había intercambiado con jugadores rivales como parte de la rutina posterior al partido; señaló que no había camisas del Manchester United allí y que nunca tendría una de ellas en su casa. El exportero del Liverpool, David James, dijo: «Nunca podría decir que odiaba a ningún jugador del United solo por ser jugador del United... pero la rivalidad se convirtió en un hábito, supongo; en los viajes con Inglaterra, los muchachos del Liverpool comían en una mesa, los del United en otra. Había tensión allí y nos evitamos el uno al otro». El defensa del Liverpool Neil Ruddock una vez rompió las dos piernas del delantero del United Andy Cole en un partido de reserva, luego dijo: «no tenía la intención de romper ambas piernas, solo quería romper una... lo destruí por completo... lo sé, no es grande y no es inteligente pero fue genial». Gary Neville del Manchester United ha sido públicamente verbal en el pasado con respecto a su aversión por el Liverpool. Destacó la ira de los fanáticos del Liverpool durante el partido de 2006 en Old Trafford, durante el cual celebró el gol de Rio Ferdinand en los últimos minutos al correr hacia el stand donde los fanáticos visitantes estaban sentados mientras besaba el escudo en su camiseta y parecía gritar airadamente hacia ellos; fue multado y recibió una sanción de dos partidos por la FA, pero ha declarado en múltiples ocasiones que nunca ha lamentado sus acciones. Después de un encuentro en el que John O'Shea anotó en tiempo de conpensacion frente Kop en 2007, Neville describió el logro de O'Shea como «un sueño de toda la vida» para él. Anteriormente en un derbi de Mánchester durante la temporada 2003-04, Neville fue expulsado después de intentar atacar al ex mediocampista del Manchester City, Steve McManaman, como comentó Paul Scholes: «es justo decir que ambos nunca se llevaron demasiado bien». La animosidad entre los jugadores también se ha extendido a los fanáticos en varias ocasiones, como en el caso de Neville, quien regularmente se convirtió en el tema de los cánticos ofensivos de los partidarios de Liverpool después del incidente del 2006. En un especial previo al partido de enero de 2017 en Old Trafford, Neville y sus compañeros de Monday Night Football y el hombre retirado del club de Liverpool, Jamie Carragher, reconocieron que en realidad no era infrecuente para los jugadores del United y el Liverpool, particularmente a nivel local, graduados de academias juveniles como Neville nativo de Bury y nativos de Merseyside, Gerrard y Robbie Fowler, para celebrar frente a los fanáticos rivales y que «solo hay que tomarlo de la barbilla».
| «No puedo soportar al Liverpool, no puedo soportar a la gente, no puedo soportar nada que ver con ellos».—Gary Neville |

En la temporada 2011-12, la rivalidad se vio exacerbada por las afirmaciones de que, en el primer encuentro de la temporada por liga en Anfield, el delantero del Liverpool Luis Suárez fue racista con Patrice Evra del United. Después de considerar la evidencia, un panel de la FA encontró que Suárez se había referido a Evra usando el término «negrito» siete veces —el propio Suárez admitió haberlo hecho una vez, pero negó el racismo—; Fue sancionado con ocho partidos. Esto incluyó la cuarta ronda de la FA Cup entre los dos clubes —otra vez en Anfield—, donde ganó el Liverpool. Sin embargo, el 11 de febrero de 2012, United y Liverpool se encontraron nuevamente en Old Trafford, y Suárez jugó para el Liverpool por primera vez desde su sanción. Antes del inicio, se esperaba que los dos equipos se dieran la mano, pero Suárez ignoró la mano ofrecida por Evra y pasó al siguiente jugador del United, David de Gea. Como resultado, Rio Ferdinand y Danny Welbeck rechazaron el apretón de manos de Suárez. El United ganano 2-1 y Evra celebró frente a los aficionados locales, con Suárez cerca. Sir Alex Ferguson declaró que Suárez era una «desgracia» y sugirió que no se le debería permitir volver a jugar con el Liverpool. Kenny Dalglish negó vehementemente haber visto el incidente del apretón de manos. Al día siguiente, Suárez, Dalglish y Liverpool emitieron declaraciones de disculpa por el incidente del apretón de manos, que el United aceptó. La FA decidió no realizar ninguna acción adicional contra el club o los jugadores involucrados.

### Transferencias de jugadores
Desde la transferencia de Phil Chisnall del United al Liverpool en 1964, ningún jugador ha sido transferido directamente entre los dos clubes. Sin embargo, algunos jugadores han jugado para ambos clubes, pero han jugado en otros clubes antes de ir al rival, como Paul Ince y Peter Beardsley —Vancouver Whitecaps y Newcastle United— y más recientemente Michael Owen —Real Madrid y Newcastle United—, aunque Beardsley solo jugó una vez para el United, pero pasó a ser jugador del Liverpool durante cuatro años.
En 2007, hubo una oferta del Liverpool para firmar a Gabriel Heinze del United, pero los Red Devils se negaron a permitirle unirse a sus mayores rivales debido a la competencia en curso. El United afirmó que se acordó que Heinze solo se uniría a un club extranjero si decidía irse. Heinze hizo pública su petición de unirse al Liverpool, que fue vista como la máxima traición de los fanáticos del Manchester United. Los fanáticos del United que una vez cantaron «Argentina» en honor al jugador le dieron la espalda. Heinze finalmente fue vendido al Real Madrid en su lugar.
| Fecha              | Nombre          | Desde             | A                 | Valor    |
| ------------------ | --------------- | ----------------- | ----------------- | -------- |
| agosto de 1912     | Tom Chorlton    | Liverpool         | Manchester United |          |
| noviembre de 1913  | Jackie Sheldon  | Manchester United | Liverpool         |          |
| septiembre de 1920 | Tom Miller      | Liverpool         | Manchester United | £ 2,000  |
| mayo de 1921       | Fred Hopkin     | Manchester United | Liverpool         |          |
| febrero de 1929    | Tommy Reid      | Liverpool         | Manchester United |          |
| enero de 1938      | Ted Savage      | Liverpool         | Manchester United |          |
| noviembre de 1938  | Allenby Chilton | Liverpool         | Manchester United |          |
| febrero de 1954    | Thomas McNulty  | Manchester United | Liverpool         | £ 7,000  |
| abril de 1964      | Phil Chisnall   | Manchester United | Liverpool         | £ 25,000 |

## Aficionados

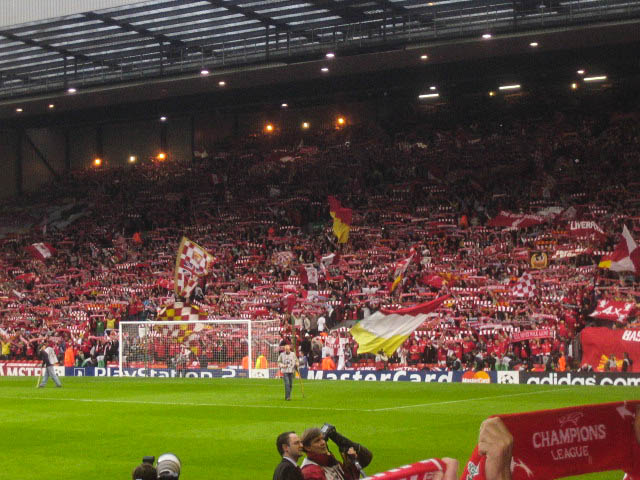
Los Liverpool Kopites en la Kop stand en Anfield.

Tanto el Manchester United como el Liverpool se encuentran entre los clubes de fútbol —y organizaciones deportivas— más populares a nivel mundial. Ambos están en el top 25 en Europa, con el Manchester United considerado como el más grande de todos, además de tener una de los promedios de asistencia como visitantes más altas de Europa y con un gran apoyo en sus viajes. El club afirma que su base mundial de fanáticos incluye más de 200 sucursales oficialmente reconocidas del Manchester United Supporters Club (MUSC), en al menos 24 países. Liverpool afirma que su base de fanáticos en todo el mundo también incluye más de 200 sucursales oficialmente reconocidas de los LFC Official Supporters Club en al menos 50 países. Los grupos notables incluyen al Spirit of Shankly y al Reclaim The Kop.
La toma de poder del Manchester United por la familia Glazer en 2005 creó un cisma entre los fanáticos del United, causando directamente la creación del F.C. United of Manchester, y el movimiento «Love United Hate Glazer» —«Ama al United odia a los Glazer»—, y posteriormente los Red Knights que intentaron comprar a los Glazers el club. Dos años después, Liverpool pasó por su propia polémica adquisición cuando el presidente David Moores vendió el club a los empresarios estadounidenses George Gillett y Tom Hicks. Los desacuerdos entre Gillett y Hicks, y la falta de apoyo popular de los fanáticos, hicieron que la pareja buscara vender el club. Martin Broughton fue nombrado presidente del club el 16 de abril de 2010 para supervisar su venta. La acción judicial finalmente forzó la venta del club a la Fenway Sports Group.

### Hooliganismo
Con el aumento del vandalismo en el fútbol inglés durante los años 70 y 80, los partidos entre los dos clubes provocaron algunos incidentes menores y mayores. Desde entonces, el juego moderno ha visto una disminución en la violencia entre los partidarios rivales y los incidentes son bastante infrecuentes. Esto es más probable debido a un aumento en la presencia de la policía y CCTV con grandes pasos tomados para mantener a raya a los fanáticos. Hasta el día de hoy, ambos grupos de fanáticos mantienen un resentimiento hacia su contraparte. Además de la violencia física, los fanáticos de los clubes a menudo se mofan con cantos desagradables sobre el Desastre aéreo de Múnich y la Tragedia de Hillsborough, respectivamente.
En la final de la FA Cup de 1996, un fanático del Liverpool no identificado escupió a Éric Cantona y le lanzó un puñetazo a Alex Ferguson cuando un equipo victorioso del Manchester United subió los escalones del estadio de Wembley para recoger el trofeo del Royal Box.
En el partido de la FA Cup de 2006 en Anfield objetos extraños fueron lanzados a los fanáticos del United por partidarios del Liverpool, incluyendo excrementos humanos. Más tarde ese año en el encuentro de semifinales de la FA Cup del Liverpool contra el Chelsea en Old Trafford, los aficionados también causaron daños en el estadio, incluyendo grafitis sobre el asesino en serie Harold Shipman.
En marzo de 2011, el Daily Mail informó que un partido de la FA Youth Cup entre los dos clubes se vio empañado debido a los «cantos repugnantes» sobre Hillsborough y Heysel procedentes de los fanáticos del Manchester United en Anfield. El artículo también afirma que seis fanáticos del Manchester United fueron expulsados del estadio debido a mal comportamiento. El exdelantero del Liverpool John Aldridge estuvo en el juego y le dijo al Liverpool Echo que «el nivel de insultos fue absolutamente repugnante».
En marzo de 2016, antes del partido de ida entre el Liverpool y el Manchester United en Anfield por la Europa League, se informó que un grupo de fanáticos del Liverpool colgó una pancarta «Manc Bastards» en la M62, mientras que 2,300 fanáticos del Manchester United viajaban a Anfield. La pancarta fue confiscada por la policía, poco después. Liverpool ganó el partido 2-0.
Antes del siguiente encuentro de la temporada en Old Trafford, los fanáticos del Liverpool fueron recibidos con una pancarta en la autopista M62 en Salford que decía «asesinos» y también tenía la fecha del desastre de Hillsborough. La UEFA no tomó ninguna medida disciplinaria contra el Manchester United. Durante el mismo juego, se informó de disturbios en la multitud, procedentes de los fanáticos del Manchester United. Más tarde se informó que un hincha del Liverpool se coló con una pancarta del Liverpool en la sección del United, lo que molestó a los fanáticos del United. It was later reported that a Liverpool supporter sneaked a Liverpool banner in the United section, causing to aggravate United supporters in the stand. Los partidarios del Liverpool rompieron asientos, y los hinchas se lanzaron objetos unos contra otros, también peleando con los fanáticos del United. El Liverpool fue multado con £ 43.577 por la UEFA por el encendido de bengalas/fuegos artificiales y «cánticos ilícitos», mientras que el Manchester United recibió una multa de £ 44,342 por cánticos ilícitos y el lanzamiento de objetos. Las multas de ambos clubes incluyeron la suspensión de £ 15,290 por dos años. El Liverpool empató 1–1 y avanzó a los cuartos de final de la Europa League ante el Borussia Dortmund.

## Juegos significativos

### 1894 partido de prueba
El primer encuentro entre ambos clubes se produjo en un partido de prueba de la Football League en 1894, una serie posterior a la temporada para determinar quién recibirá los cupos a la First Division para 1894–95. El Newton Heath finalizó la temporada 1893–94 en último lugar, y tuvieron que enfrentarse a los campeones de la Second Division, Liverpool. Los Reds ganaron el encuentro 2-0 en el Ewood Park en Blackburn, ganándoles el lugar en la First Division y condenando al Newton Heath a la Second Division.

### Final de la FA Cup 1977
En 1977, los dos clubes se enfrentaron en una final de copa por primera vez, cuando llegaron a la final de la FA Cup. Los dos clubes salieron al campo en Wembley el 21 de mayo, con el Liverpool ganador del título de la liga, sabiendo que ganar este juego los pondría en curso para un triplete único, ya que tenían la final de la Copa de Europa cuatro días más tarde. Sin embargo, el United terminó con los sueños del Liverpool con una victoria por 2–1, con goles de Stuart Pearson y Jimmy Greenhoff, con cinco minutos de diferencia con el gol de Jimmy Case para el Liverpool entre estos.

### Final de la Copa de la Liga 1983
Seis años después, el 26 de marzo de 1983, los dos equipos se reunieron para la final de la Copa de la Liga. Los goles de Alan Kennedy y Ronnie Whelan colocaron el juego 2–1 para el Liverpool, después de que Norman Whiteside adelantara al United. El Liverpool recogió el trofeo por tercer año consecutivo. Fue la última de las nueve temporadas del mánager del Liverpool Bob Paisley —durante las cuales el Liverpool había dominado la escena inglesa y europea— antes de su retiro, y sus jugadores le permitieron subir los 39 escalones para recoger el trofeo de la Royal Box.

### Anfield 1988
El 4 de abril de 1988, el Liverpool estaba 11 puntos por delante en la cima de la liga y casi seguro que ganarían el título de la First Division con apenas un mes de la temporada por jugar. El United, en su primera temporada completa bajo la dirección de Alex Ferguson, fueron sus rivales más cercanos. Las dos clubes salieron al campo para un encuentro de liga en Anfield y con solo unos minutos para finalizar la segunda mitad, el equipo local tenía una ventaja de 3–1 con goles de Peter Beardsley, Gary Gillespie y Steve McMahon, con el único gol del United proveniente de Bryan Robson. Luego Robson anotó otro gol para el United, y con 12 minutos restantes, el mediocampista Gordon Strachan igualó el encuentro 3–3.

### Otros juegos notables
El 4 de enero de 1994, en la segunda temporada de la nueva Premier League, el United tenía una ventaja de 3-0 en Anfield en los primeros 25 minutos con goles de Steve Bruce, Ryan Giggs y Denis Irwin. El Liverpool logró remontar 3–3 con dos goles de Nigel Clough y otro de Neil Ruddock. Fue uno de los últimos juegos a cargo del mánager Graeme Souness con Liverpool, quien renunciaría a fin de mes.
El 1 de octubre de 1995, Éric Cantona del United regresó al equipo después de cumplir una suspensión de ocho meses por atacar a un espectador en un juego contra el Crystal Palace. Su juego de regreso fue contra el Liverpool en la Premier League en Old Trafford. Los Red Devils tomaron ventaja muy pronto a través de Nicky Butt, solo para que Robbie Fowler, del Liverpool, anotara dos veces y le diera a los visitantes una ventaja de 2–1. Sin embargo, el United recibió un penal a favor en el minuto 71 y Cantona lo anotó, empatando el encuentro 2-2. Al final de la temporada, los dos clubes se reunieron nuevamente en Wembley para la final de la FA Cup. El juego se mantuvo sin goles hasta el minuto 85, cuando el Liverpool concedió un tiro de esquina, que David Beckham introdujo en el área para que David James lo despejara, solo para que Éric Cantona realizara el gol ganador del United. En marzo de 2003, los dos clubes se enfrentaron una vez más en una final de copa, esta vez en la Copa de la Liga, el Liverpool levantó el título después de que Steven Gerrard y Michael Owen les dieran la victoria por 2-0.

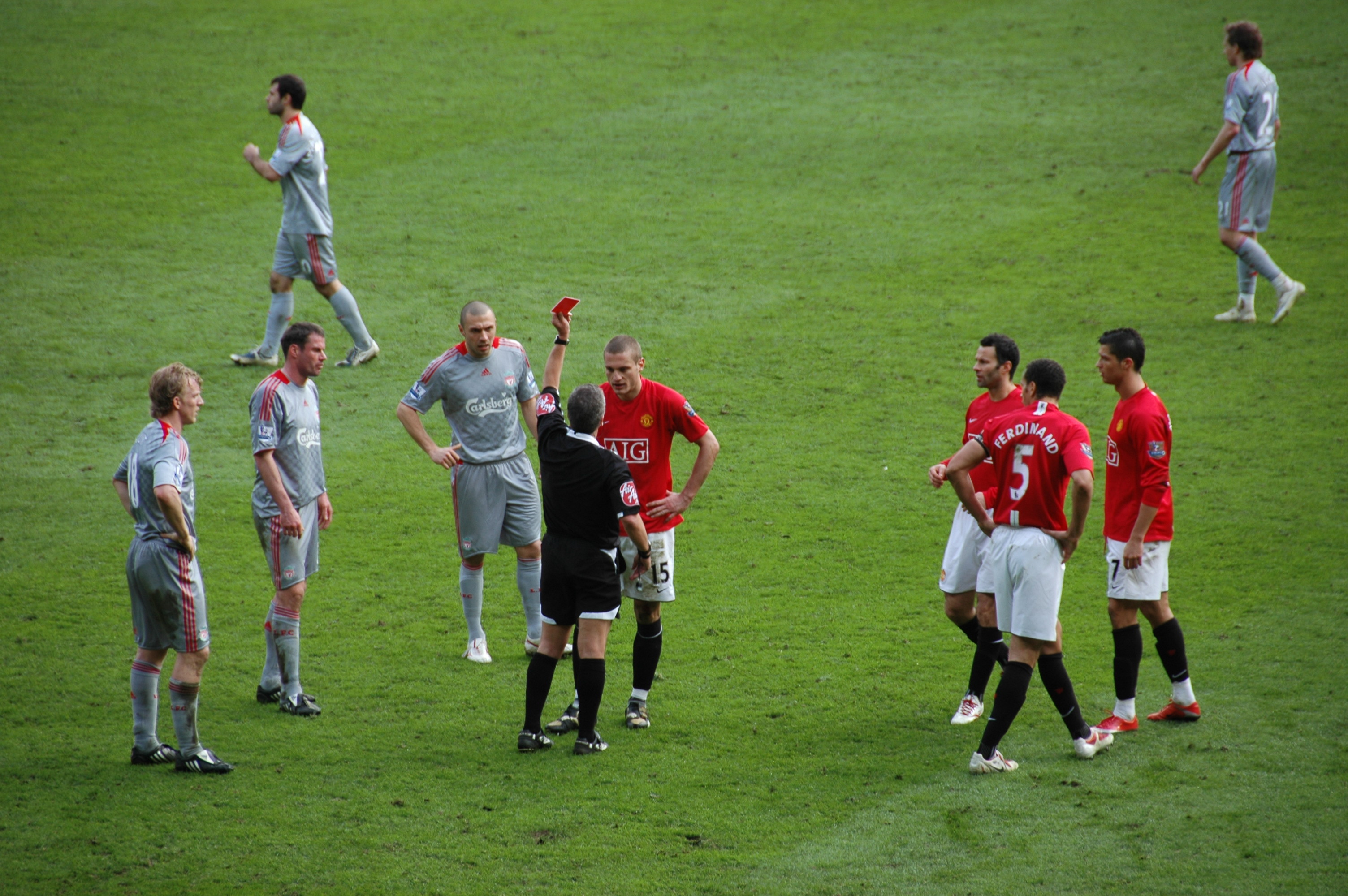
Alan Wiley muestra una tarjeta roja a Nemanja Vidić del Manchester United el 14 de marzo de 2009.

El 14 de marzo de 2009, los dos equipos se encontraron en Old Trafford por Premier League. El United estaba por delante en lo más alto de la liga y el Liverpool buscaba ponerse en carrera por el título que les había eludido desde 1990. El United se adelantó en el minuto 23 con un penalti de Cristiano Ronaldo, pero Fernando Torres empató cinco minutos más tarde para el Liverpool, y una penalti de Steven Gerrard justo antes del medio tiempo puso al Liverpool a la cabeza. En el minuto 76 Nemanja Vidić fue expulsado para el United, y esto agravó rápidamente el encuentro. Fábio Aurélio y, finalmente, Andrea Dossena, marcaron los goles para la victoria del Liverpool por 4–1, el más abultado en Old Trafford en cualquier competición durante 17 años. A pesar de la derrota, el Manchester United se coronó campeón de liga por tercera temporada consecutiva e igualó los 18 títulos de liga del Liverpool, terminando a cuatro puntos en segundo lugar.
El encuentro de la liga el 11 de febrero de 2012 estuvo marcado por la controversia sobre la negativa del delantero del Liverpool, Luis Suárez, a darle la mano a Patrice Evra, luego de una suspensión de ocho partidos por racismo contra Evra en el encuentro anterior entre ambos clubes. Después de la victoria 2–1 del United con doblete de Wayne Rooney, Evra, celebró de manera controversial justo en frente de Suárez, y el gesto fue rechazado por jugadores del equipo contrario que lo encontraron provocativo.
En la temporada 2015-16 los famosos rivales se enfrentaron por primera vez en su larga historia en el escenario europeo, en los octavos de final de la Europa League. El Liverpool ganó la eliminatoria por 3-1 en el cómputo global, con una victoria por 2-0 en Anfield el 10 de marzo de 2016 y un empate 1-1 en Old Trafford el 17 de marzo de 2016. El Liverpool llegaría a la final, cayendo por 3-1 ante el Sevilla.
El 24 de octubre de 2021, el Manchester United sufrió su mayor derrota como local ante el Liverpool, ya que un hat-trick de Mohamed Salah, el primer jugador del Liverpool que logra el triplete en Old Trafford desde el de Fred Howe en noviembre de 1936, y los goles de Naby Keïta y Diogo Jota le dieron al Liverpool una victoria por 5-0 en la Premier League 2021-22. El triplete de Salah fue el primero marcado por un equipo visitante en Old Trafford desde el de Ronaldo en abril de 2003 y el primer triplete marcado allí por un equipo visitante en la Premier League.
El 5 de marzo de 2023, el Liverpool registró la mayor goleada de su historia en competición oficial contra el Manchester United con un 7-0 en Anfield. Cody Gakpo, Darwin Núñez y Mohamed Salah anotaron un doblete cada uno, y Roberto Firmino marcó el séptimo. Esto superó su anterior récord, establecido en octubre de 1895, una victoria por 7-1 en la Second Division. También fue la derrota más abultada de la historia del Manchester United, y la más abultada desde que el Wolverhampton Wanderers se impuso por el mismo resultado en 1931.

### Partidos que decidieron un título
Ambos clubes se han enfrentado para decidir un título un total de nueve veces, con un balance de tres títulos para el Manchester United, tres para el Liverpool y tres títulos compartidos.
A continuación se detallan los resultados de dichos partidos desde el primero de ellos producido en 1965.
Nombres de equipos en la época. Indicados partidos de finales definitorios de un título.
| Temporada        | Campeón                                                   | Resultado | Subcampeón                      | Sede Final                  |
| FA Cup           | FA Cup                                                    | FA Cup    | FA Cup                          |                             |
| ---------------- | --------------------------------------------------------- | --------- | ------------------------------- | --------------------------- |
| 1976-77          | Manchester United Football Club                           | 2 - 1     | Liverpool Football Club         | Estadio de Wembley, Londres |
| 1995-96          | Manchester United Football Club                           | 1 - 0     | Liverpool Football Club         | Estadio de Wembley, Londres |
| EFL Cup          |                                                           |           |                                 |                             |
| 1982-83          | Liverpool Football Club                                   | 2 - 1     | Manchester United Football Club | Estadio de Wembley, Londres |
| 2002-03          | Liverpool Football Club                                   | 2 - 0     | Manchester United Football Club | Millennium Stadium, Cardiff |
| Community Shield |                                                           |           |                                 |                             |
| 1965             | Manchester United Football Club / Liverpool Football Club | 2 - 2     | Desierto                        | Old Trafford, Mánchester    |
| 1977             | Manchester United Football Club / Liverpool Football Club | 0 - 0     | Desierto                        | Estadio de Wembley, Londres |
| 1983             | Manchester United Football Club                           | 2 - 0     | Liverpool Football Club         | Estadio de Wembley, Londres |
| 1990             | Liverpool Football Club / Manchester United Football Club | 1 - 1     | Desierto                        | Estadio de Wembley, Londres |
| 2001             | Liverpool Football Club                                   | 2 - 1     | Manchester United Football Club | Millennium Stadium, Cardiff |

## Honores, mano a mano, y estadísticas

### Honores
Actualizado a día 27 de abril de 2025.
| Liverpool F. C.                                                               | 20 | 8  | 10 | 16 | 1 | 6 | 3 | - | 4 | 1 | - | 69 |
| Manchester United F. C.                                                       | 20 | 13 | 6  | 21 | - | 3 | 1 | 1 | 1 | 1 | 1 | 68 |
| Datos actualizados a la consecución del último título el 27 de abril de 2025. |    |    |    |    |   |   |   |   |   |   |   |    |

### Carácter nacional e internacional
| Club                    | Trofeos nacionales | Trofeos europeos | Trofeos mundiales | Total |
| ----------------------- | ------------------ | ---------------- | ----------------- | ----- |
| Liverpool F. C.         | 55                 | 13               | 1                 | 69    |
| Manchester United F. C. | 60                 | 6                | 2                 | 68    |

Datos actualizados a: 27 de abril de 2025.

### Títulos por década
| Décadas   | Manchester United | Liverpool F. C. | Total   |
| --------- | ----------------- | --------------- | ------- |
| 1900-1909 | 3                 | 2               | (3–2)   |
| 1910-1919 | 2                 | 0               | (5–2)   |
| 1920-1929 | 0                 | 2               | (5–4)   |
| 1930-1939 | 0                 | 0               | (5–4)   |
| 1940-1949 | 1                 | 1               | (6–5)   |
| 1950-1959 | 6                 | 0               | (12–5)  |
| 1960-1969 | 6                 | 6               | (18–11) |
| 1970-1979 | 2                 | 14              | (20–25) |
| 1980-1989 | 3                 | 20              | (23–45) |
| 1990-1999 | 19                | 4               | (42–49) |
| 2000-2009 | 14                | 10              | (56–59) |
| 2010-2019 | 10                | 4               | (66–63) |
| 2020-2029 | 2                 | 6               | (68–69) |

### Historial

#### Liverpool como local en liga
| Fecha                    | Estadio | Marcador | Competencia     |
| ------------------------ | ------- | -------- | --------------- |
| 12 de octubre de 1895    | Anfield | 7–1      | Second Division |
| 22 de abril de 1905      | Anfield | 4–0      | Second Division |
| 1 de abril de 1907       | Anfield | 0–1      | First Division  |
| 25 de marzo de 1908      | Anfield | 7–4      | First Division  |
| 30 de enero de 1909      | Anfield | 3–1      | First Division  |
| 9 de octubre de 1909     | Anfield | 3–2      | First Division  |
| 26 de noviembre de 1910  | Anfield | 3–2      | First Division  |
| 11 de noviembre de 1911  | Anfield | 3–2      | First Division  |
| 29 de marzo de 1913      | Anfield | 0–2      | First Division  |
| 15 de abril de 1914      | Anfield | 1–2      | First Division  |
| 26 de diciembre de 1914  | Anfield | 1–1      | First Division  |
| 1 de enero de 1920       | Anfield | 0–0      | First Division  |
| 9 de febrero de 1921     | Anfield | 2–0      | First Division  |
| 17 de diciembre de 1921  | Anfield | 2–1      | First Division  |
| 19 de septiembre de 1925 | Anfield | 5–0      | First Division  |
| 28 de agosto de 1926     | Anfield | 4–2      | First Division  |
| 24 de diciembre de 1927  | Anfield | 2–0      | First Division  |
| 13 de febrero de 1929    | Anfield | 2–3      | First Division  |
| 25 de enero de 1930      | Anfield | 1–0      | First Division  |
| 3 de abril de 1931       | Anfield | 1–1      | First Division  |
| 27 de marzo de 1937      | Anfield | 2–0      | First Division  |
| 7 de septiembre de 1938  | Anfield | 1–0      | First Division  |
| 3 de mayo de 1947        | Anfield | 1–0      | First Division  |
| 3 de septiembre de 1947  | Anfield | 2–2      | First Division  |
| 27 de diciembre de 1948  | Anfield | 0–2      | First Division  |
| 7 de septiembre de 1949  | Anfield | 1–1      | First Division  |
| 23 de agosto de 1950     | Anfield | 2–1      | First Division  |
| 24 de noviembre de 1951  | Anfield | 0–0      | First Division  |
| 13 de diciembre de 1952  | Anfield | 1–2      | First Division  |
| 22 de agosto de 1953     | Anfield | 4–4      | First Division  |
| 13 de abril de 1963      | Anfield | 1–0      | First Division  |
| 13 de abril de 1964      | Anfield | 3–0      | First Division  |
| 31 de octubre de 1964    | Anfield | 0–2      | First Division  |
| 1 de enero de 1966       | Anfield | 2–1      | First Division  |
| 25 de marzo de 1967      | Anfield | 0–0      | First Division  |
| 11 de noviembre de 1967  | Anfield | 1–2      | First Division  |
| 12 de octubre de 1968    | Anfield | 2–0      | First Division  |
| 13 de diciembre de 1969  | Anfield | 1–4      | First Division  |
| 5 de septiembre de 1970  | Anfield | 1–1      | First Division  |
| 25 de septiembre de 1971 | Anfield | 2–2      | First Division  |
| 15 de agosto de 1972     | Anfield | 2–0      | First Division  |
| 22 de diciembre de 1973  | Anfield | 2–0      | First Division  |
| 18 de noviembre de 1975  | Anfield | 3–1      | First Division  |
| 3 de mayo de 1977        | Anfield | 1–0      | First Division  |
| 25 de febrero de 1978    | Anfield | 3–1      | First Division  |
| 14 de abril de 1979      | Anfield | 2–0      | First Division  |
| 26 de diciembre de 1979  | Anfield | 2–0      | First Division  |
| 14 de abril de 1981      | Anfield | 0–1      | First Division  |
| 24 de octubre de 1981    | Anfield | 1–2      | First Division  |
| 16 de octubre de 1982    | Anfield | 0–0      | First Division  |
| 2 de enero de 1984       | Anfield | 1–1      | First Division  |
| 31 de marzo de 1985      | Anfield | 0–1      | First Division  |
| 9 de febrero de 1986     | Anfield | 1–1      | First Division  |
| 26 de diciembre de 1986  | Anfield | 0–1      | First Division  |
| 4 de abril de 1988       | Anfield | 3–3      | First Division  |
| 3 de septiembre de 1988  | Anfield | 1–0      | First Division  |
| 23 de diciembre de 1989  | Anfield | 0–0      | First Division  |
| 16 de septiembre de 1990 | Anfield | 4–0      | First Division  |
| 26 de abril de 1992      | Anfield | 2–0      | First Division  |
| 6 de marzo de 1993       | Anfield | 1–2      | Premier League  |
| 4 de enero de 1994       | Anfield | 3–3      | Premier League  |
| 19 de marzo de 1995      | Anfield | 2–0      | Premier League  |
| 17 de diciembre de 1995  | Anfield | 2–0      | Premier League  |
| 19 de abril de 1997      | Anfield | 1–3      | Premier League  |
| 6 de diciembre de 1997   | Anfield | 1–3      | Premier League  |
| 5 de mayo de 1999        | Anfield | 2–2      | Premier League  |
| 11 de septiembre de 1999 | Anfield | 2–3      | Premier League  |
| 31 de marzo de 2001      | Anfield | 2–0      | Premier League  |
| 4 de noviembre de 2001   | Anfield | 3–1      | Premier League  |
| 1 de diciembre de 2002   | Anfield | 1–2      | Premier League  |
| 9 de noviembre de 2003   | Anfield | 1–2      | Premier League  |
| 15 de enero de 2005      | Anfield | 0–1      | Premier League  |
| 18 de septiembre de 2005 | Anfield | 0–0      | Premier League  |
| 3 de marzo de 2007       | Anfield | 0–1      | Premier League  |
| 16 de diciembre de 2007  | Anfield | 0–1      | Premier League  |
| 13 de septiembre de 2008 | Anfield | 2–1      | Premier League  |
| 25 de octubre de 2009    | Anfield | 2–0      | Premier League  |
| 6 de marzo de 2011       | Anfield | 3–1      | Premier League  |
| 15 de octubre de 2011    | Anfield | 1–1      | Premier League  |
| 23 de septiembre de 2012 | Anfield | 1–2      | Premier League  |
| 1 de septiembre de 2013  | Anfield | 1–0      | Premier League  |
| 22 de marzo de 2015      | Anfield | 1–2      | Premier League  |
| 17 de enero de 2016      | Anfield | 0–1      | Premier League  |
| 17 de octubre de 2016    | Anfield | 0–0      | Premier League  |
| 14 de octubre de 2017    | Anfield | 0–0      | Premier League  |
| 16 de diciembre de 2018  | Anfield | 3–1      | Premier League  |
| 19 de enero de 2020      | Anfield | 2–0      | Premier League  |
| 17 de enero de 2021      | Anfield | 0–0      | Premier League  |
| 19 de abril de 2022      | Anfield | 4–0      | Premier League  |
| 5 de marzo de 2023       | Anfield | 7–0      | Premier League  |
| 17 de diciembre de 2023  | Anfield | 0–0      | Premier League  |
| 5 de enero de 2025       | Anfield | 2–2      | Premier League  |

#### Manchester United como local en liga
| Fecha                    | Estadio      | Marcador | Competencia     |
| ------------------------ | ------------ | -------- | --------------- |
| 2 de noviembre de 1895   | Bank Street  | 5–2      | Second Division |
| 24 de diciembre de 1904  | Bank Street  | 3–1      | Second Division |
| 25 de diciembre de 1906  | Bank Street  | 0–0      | First Division  |
| 7 de septiembre de 1907  | Bank Street  | 4–0      | First Division  |
| 26 de septiembre de 1908 | Bank Street  | 3–2      | First Division  |
| 19 de febrero de 1910    | Old Trafford | 3–4      | First Division  |
| 1 de abril de 1911       | Old Trafford | 2–0      | First Division  |
| 23 de marzo de 1912      | Old Trafford | 1–1      | First Division  |
| 23 de noviembre de 1912  | Old Trafford | 3–1      | First Division  |
| 1 de noviembre de 1913   | Old Trafford | 3–0      | First Division  |
| 2 de abril de 1915       | Old Trafford | 2–0      | First Division  |
| 26 de diciembre de 1919  | Old Trafford | 0–0      | First Division  |
| 5 de febrero de 1921     | Old Trafford | 1–1      | First Division  |
| 24 de diciembre de 1921  | Old Trafford | 0–0      | First Division  |
| 10 de marzo de 1926      | Old Trafford | 3–3      | First Division  |
| 15 de enero de 1927      | Old Trafford | 0–1      | First Division  |
| 5 de mayo de 1928        | Old Trafford | 6–1      | First Division  |
| 15 de septiembre de 1928 | Old Trafford | 2–2      | First Division  |
| 21 de septiembre de 1929 | Old Trafford | 1–2      | First Division  |
| 6 de abril de 1931       | Old Trafford | 4–1      | First Division  |
| 21 de noviembre de 1936  | Old Trafford | 2–5      | First Division  |
| 6 de mayo de 1939        | Old Trafford | 2–0      | First Division  |
| 11 de septiembre de 1946 | Maine Road   | 5–0      | First Division  |
| 27 de agosto de 1947     | Maine Road   | 2–0      | First Division  |
| 25 de diciembre de 1948  | Old Trafford | 0–0      | First Division  |
| 15 de marzo de 1950      | Old Trafford | 0–0      | First Division  |
| 30 de agosto de 1950     | Old Trafford | 1–0      | First Division  |
| 12 de abril de 1952      | Old Trafford | 4–0      | First Division  |
| 20 de abril de 1953      | Old Trafford | 3–1      | First Division  |
| 19 de diciembre de 1953  | Old Trafford | 5–1      | First Division  |
| 10 de noviembre de 1962  | Old Trafford | 3–3      | First Division  |
| 23 de noviembre de 1963  | Old Trafford | 0–1      | First Division  |
| 24 de abril de 1965      | Old Trafford | 3–0      | First Division  |
| 9 de octubre de 1965     | Old Trafford | 2–0      | First Division  |
| 10 de diciembre de 1966  | Old Trafford | 2–2      | First Division  |
| 6 de abril de 1968       | Old Trafford | 1–2      | First Division  |
| 14 de diciembre de 1968  | Old Trafford | 1–0      | First Division  |
| 13 de septiembre de 1969 | Old Trafford | 1–0      | First Division  |
| 19 de abril de 1971      | Old Trafford | 0–2      | First Division  |
| 3 de abril de 1972       | Old Trafford | 0–3      | First Division  |
| 11 de noviembre de 1972  | Old Trafford | 2–0      | First Division  |
| 29 de septiembre de 1973 | Old Trafford | 0–0      | First Division  |
| 18 de febrero de 1976    | Old Trafford | 0–0      | First Division  |
| 16 de febrero de 1977    | Old Trafford | 0–0      | First Division  |
| 1 de octubre de 1977     | Old Trafford | 2–0      | First Division  |
| 26 de diciembre de 1978  | Old Trafford | 0–3      | First Division  |
| 5 de abril de 1980       | Old Trafford | 2–1      | First Division  |
| 26 de diciembre de 1980  | Old Trafford | 0–0      | First Division  |
| 7 de abril de 1982       | Old Trafford | 0–1      | First Division  |
| 26 de febrero de 1983    | Old Trafford | 1–1      | First Division  |
| 24 de septiembre de 1983 | Old Trafford | 1–0      | First Division  |
| 22 de septiembre de 1984 | Old Trafford | 1–1      | First Division  |
| 19 de octubre de 1985    | Old Trafford | 1–1      | First Division  |
| 20 de abril de 1987      | Old Trafford | 1–0      | First Division  |
| 15 de noviembre de 1987  | Old Trafford | 1–1      | First Division  |
| 1 de enero de 1989       | Old Trafford | 3–1      | First Division  |
| 18 de marzo de 1990      | Old Trafford | 1–2      | First Division  |
| 3 de febrero de 1991     | Old Trafford | 1–1      | First Division  |
| 6 de octubre de 1991     | Old Trafford | 0–0      | First Division  |
| 18 de octubre de 1992    | Old Trafford | 2–2      | Premier League  |
| 30 de marzo de 1994      | Old Trafford | 1–0      | Premier League  |
| 17 de septiembre de 1994 | Old Trafford | 2–0      | Premier League  |
| 1 de octubre de 1995     | Old Trafford | 2–2      | Premier League  |
| 12 de octubre de 1996    | Old Trafford | 1–0      | Premier League  |
| 10 de abril de 1998      | Old Trafford | 1–1      | Premier League  |
| 24 de septiembre de 1998 | Old Trafford | 2–0      | Premier League  |
| 4 de marzo de 2000       | Old Trafford | 1–1      | Premier League  |
| 17 de diciembre de 2000  | Old Trafford | 0–1      | Premier League  |
| 22 de enero de 2002      | Old Trafford | 0–1      | Premier League  |
| 5 de abril de 2003       | Old Trafford | 4–0      | Premier League  |
| 24 de abril de 2004      | Old Trafford | 0–1      | Premier League  |
| 20 de septiembre de 2004 | Old Trafford | 2–1      | Premier League  |
| 22 de enero de 2006      | Old Trafford | 1–0      | Premier League  |
| 22 de octubre de 2006    | Old Trafford | 2–0      | Premier League  |
| 23 de marzo de 2008      | Old Trafford | 3–0      | Premier League  |
| 14 de marzo de 2009      | Old Trafford | 1–4      | Premier League  |
| 21 de marzo de 2010      | Old Trafford | 2–1      | Premier League  |
| 19 de septiembre de 2010 | Old Trafford | 3–2      | Premier League  |
| 11 de febrero de 2012    | Old Trafford | 2–1      | Premier League  |
| 13 de enero de 2013      | Old Trafford | 2–1      | Premier League  |
| 16 de marzo de 2014      | Old Trafford | 0–3      | Premier League  |
| 14 de diciembre de 2014  | Old Trafford | 3–0      | Premier League  |
| 12 de septiembre de 2015 | Old Trafford | 3–1      | Premier League  |
| 15 de enero de 2017      | Old Trafford | 1–1      | Premier League  |
| 10 de marzo de 2018      | Old Trafford | 2–1      | Premier League  |
| 24 de febrero de 2019    | Old Trafford | 0-0      | Premier League  |
| 20 de octubre de 2019    | Old Trafford | 1–1      | Premier League  |
| 13 de mayo de 2021       | Old Trafford | 2–4      | Premier League  |
| 24 de octubre de 2021    | Old Trafford | 0–5      | Premier League  |
| 22 de agosto de 2022     | Old Trafford | 2–1      | Premier League  |
| 7 de abril de 2024       | Old Trafford | 2–2      | Premier League  |
| 1 de septiembre de 2024  | Old Trafford | 0–3      | Premier League  |

| Récord como local en liga |           |         |          |
| Equipo local              | Victorias | Empates | Derrotas |
| Liverpool                 | 43        | 24      | 25       |
| Manchester United         | 44        | 29      | 19       |

| Récord global en liga |         |           |
| Manchester United     | Empates | Liverpool |
| 69                    | 53      | 62        |

#### Resultados en partidos en copas nacionales
| Fecha                    | Estadio            | Partidos          | Partidos     | Partidos          | Competencia               |
| Fecha                    | Estadio            | Equipo 1          | Marcador     | Equipo 2          | Competencia               |
| ------------------------ | ------------------ | ----------------- | ------------ | ----------------- | ------------------------- |
| 12 de febrero de 1898    | Bank Street        | Newton Heath      | 0–0          | Liverpool         | FA Cup 2.ª Ronda          |
| 16 de febrero de 1898    | Anfield            | Liverpool         | 2–1          | Newton Heath      | FA Cup 2.ª Ronda - Replay |
| 7 de febrero de 1903     | Bank Street        | Manchester United | 2–1          | Liverpool         | FA Cup 1.ª Ronda          |
| 8 de enero de 1921       | Anfield            | Liverpool         | 1–1          | Manchester United | FA Cup 1.ª Ronda          |
| 12 de enero de 1921      | Old Trafford       | Manchester United | 1–2          | Liverpool         | FA Cup 1.ª Ronda - Replay |
| 24 de enero de 1948      | Goodison Park      | Manchester United | 3–0          | Liverpool         | FA Cup 4.ª Ronda          |
| 30 de enero de 1960      | Anfield            | Liverpool         | 1–3          | Manchester United | FA Cup 4.ª Ronda          |
| 14 de agosto de 1965     | Old Trafford       | Manchester United | 2–2          | Liverpool         | Charity Shield            |
| 21 de mayo de 1977       | Wembley            | Manchester United | 2–1          | Liverpool         | FA Cup Final              |
| 13 de agosto de 1977     | Wembley            | Liverpool         | 0–0          | Manchester United | Charity Shield            |
| 31 de marzo de 1979      | Maine Road         | Manchester United | 2–2 (a.e.t.) | Liverpool         | FA Cup Semifinal          |
| 4 de abril de 1979       | Goodison Park      | Manchester United | 1–0          | Liverpool         | FA Cup Semifinal - Replay |
| 26 de marzo de 1983      | Wembley            | Liverpool         | 2–1 (a.e.t.) | Manchester United | Copa de la Liga Final     |
| 20 de agosto de 1983     | Wembley            | Manchester United | 2–0          | Liverpool         | Charity Shield            |
| 13 de abril de 1985      | Goodison Park      | Manchester United | 2–2 (a.e.t.) | Liverpool         | FA Cup Semifinal          |
| 17 de abril de 1985      | Maine Road         | Manchester United | 2–1          | Liverpool         | FA Cup Semifinal - Replay |
| 26 de noviembre de 1985  | Anfield            | Liverpool         | 2–1          | Manchester United | Copa de la Liga 4.ª Ronda |
| 18 de agosto de 1990     | Wembley            | Liverpool         | 1–1          | Manchester United | Charity Shield            |
| 31 de octubre de 1990    | Old Trafford       | Manchester United | 3–1          | Liverpool         | Copa de la Liga 3.ª Ronda |
| 11 de mayo de 1996       | Wembley            | Manchester United | 1–0          | Liverpool         | FA Cup Final              |
| 24 de enero de 1999      | Old Trafford       | Manchester United | 2–1          | Liverpool         | FA Cup 4.ª Ronda          |
| 12 de agosto de 2001     | Millennium Stadium | Liverpool         | 2–1          | Manchester United | Charity Shield            |
| 2 de marzo de 2003       | Millennium Stadium | Liverpool         | 2–0          | Manchester United | Copa de la Liga Final     |
| 18 de febrero de 2006    | Anfield            | Liverpool         | 1–0          | Manchester United | FA Cup 5.ª Ronda          |
| 9 de enero de 2011       | Old Trafford       | Manchester United | 1–0          | Liverpool         | FA Cup 3.ª Ronda          |
| 28 de enero de 2012      | Anfield            | Liverpool         | 2–1          | Manchester United | FA Cup 4.ª Ronda          |
| 25 de septiembre de 2013 | Old Trafford       | Manchester United | 1–0          | Liverpool         | Copa de la Liga 3.ª Ronda |
| 24 de enero de 2021      | Old Trafford       | Manchester United | 3–2          | Liverpool         | FA Cup 4.ª ronda          |
| 17 de marzo de 2024      | Old Trafford       | Manchester United | 4–3 (a.e.t.) | Liverpool         | FA Cup Cuartos de final   |

| Récord global en copas nacionales |         |           |
| Manchester United                 | Empates | Liverpool |
| 14                                | 7       | 8         |

#### Resultados en competiciones europeas
| Fecha      | Estadio      | Competición | Temporada | Fase             | Equipo 1          | Resultado | Equipo 2          |
| ---------- | ------------ | ----------- | --------- | ---------------- | ----------------- | --------- | ----------------- |
| 10-03-2016 | Anfield      | Liga Europa | 2015-16   | Octavos de final | Liverpool         | 2–0       | Manchester United |
| 17-03-2016 | Old Trafford | Liga Europa | 2015-16   | Octavos de final | Manchester United | 1–1       | Liverpool         |

| Récord global en competiciones europeas |         |           |
| Manchester United                       | Empates | Liverpool |
| 0                                       | 1       | 1         |

#### Resultados en play-offs
| Fecha               | Estadio    | Partidos  | Partidos | Partidos     | Competencia                |
| Fecha               | Estadio    | Equipo 1  | Marcador | Equipo 2     | Competencia                |
| ------------------- | ---------- | --------- | -------- | ------------ | -------------------------- |
| 28 de abril de 1894 | Ewood Park | Liverpool | 2–0      | Newton Heath | Football League Test Match |

| Récord global de play-off |         |           |
| Manchester United         | Empates | Liverpool |
| 0                         | 0       | 1         |

### Mano a mano
La siguiente tabla muestra los resultados entre los dos clubes —no indica los títulos ganados—.
 Actualizado a día 5 de enero de 2025.
| Competición                | Partidos | Victorias Manchester United | Empates | Victorias Liverpool |
| -------------------------- | -------- | --------------------------- | ------- | ------------------- |
| Primera División           | 180      | 67                          | 53      | 60                  |
| Segunda División           | 4        | 2                           | 0       | 2                   |
| Total Liga                 | 184      | 69                          | 53      | 62                  |
| FA Cup                     | 19       | 11                          | 4       | 4                   |
| Copa de la Liga            | 5        | 2                           | 0       | 3                   |
| Community Shield           | 5        | 1                           | 3       | 1                   |
| UEFA Europa League         | 2        | 0                           | 1       | 1                   |
| Football League Test Match | 1        | 0                           | 0       | 1                   |
| Total Oficiales            | 216      | 83                          | 61      | 72                  |
| Campeonatos regionales     | 28       | 8                           | 10      | 10                  |
| Total                      | 244      | 91                          | 71      | 82                  |

- Mayor racha sin perder: 13 a favor de Liverpool, desde 1919 hasta 1927
- Más victorias consecutivas: 5 a favor de Liverpool, desde 2000 a 2002

### Historial y evolución del derbi por década
Para las siguientes estadísticas solo se tienen en cuenta los partidos oficiales entre ambos equipos.
| Década    | Victorias del Manchester United | Empates | Victorias del Liverpool | Diferencia en el historial | Década ganada por |
| --------- | ------------------------------- | ------- | ----------------------- | -------------------------- | ----------------- |
| 1890-1899 | 1                               | 1       | 3                       | +2 (1–3)                   | Liverpool         |
| 1900-1909 | 5                               | 1       | 4                       | +1 (6–7)                   | Manchester United |
| 1910-1919 | 6                               | 3       | 3                       | +2 (12–10)                 | Manchester United |
| 1920-1929 | 2                               | 6       | 8                       | +4 (14–18)                 | Liverpool         |
| 1930-1939 | 2                               | 1       | 4                       | +6 (16–22)                 | Liverpool         |
| 1940-1949 | 4                               | 3       | 1                       | +3 (20–23)                 | Manchester United |
| 1950-1959 | 5                               | 3       | 1                       | +1 (25–24)                 | Manchester United |
| 1960-1969 | 8                               | 4       | 6                       | +3 (33–30)                 | Manchester United |
| 1970-1979 | 4                               | 7       | 10                      | +3 (37–40)                 | Liverpool         |
| 1980-1989 | 10                              | 11      | 4                       | +3 (47–44)                 | Manchester United |
| 1990-1999 | 11                              | 8       | 5                       | +9 (58–49)                 | Manchester United |
| 2000-2009 | 10                              | 2       | 11                      | +8 (68–60)                 | Liverpool         |
| 2010-2019 | 12                              | 7       | 6                       | +14 (80–66)                | Manchester United |
| 2020-2029 | 3                               | 3       | 6                       | +11 (83–72)                | en curso          |

Datos actualizados al último partido jugado el 5 de enero de 2025.

### Tabla histórica de goleadores

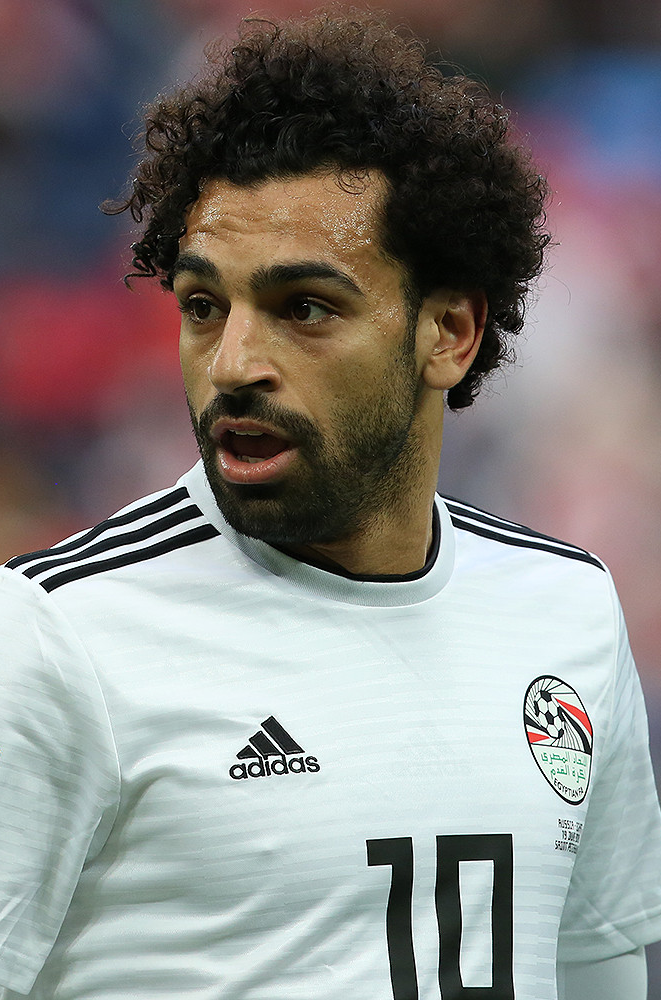
Mohamed Salah, máximo goleador histórico de los derbis.

A continuación se muestra la lista de jugadores que han marcado en partidos oficiales.
| Pos. | Jugador            | Equipo                       | Goles |
| ---- | ------------------ | ---------------------------- | ----- |
| 1    | Mohamed Salah      | Liverpool                    | 16    |
| 2    | Steven Gerrard     | Liverpool                    | 9     |
| 2    | George Wall        | Manchester United            | 9     |
| 2    | Alexander Turnbull | Manchester United            | 9     |
| 5    | Dick Forshaw       | Liverpool                    | 8     |
| 5    | Stan Pearson       | Manchester United            | 8     |
| 7    | George Best        | Manchester United            | 7     |
| 7    | Gordon Hodgson     | Liverpool                    | 7     |
| 7    | Marcus Rashford    | Manchester United            | 7     |
| 10   | Wayne Rooney       | Manchester United            | 6     |
| 10   | Bryan Robson       | Manchester United            | 6     |
| 10   | Michael Owen       | Liverpool, Manchester United | 6     |
| 10   | Jack Rowley        | Manchester United            | 6     |
| 10   | John Barnes        | Liverpool                    | 6     |
| 10   | Mark Hughes        | Manchester United            | 6     |
| 10   | Robbie Fowler      | Liverpool                    | 6     |
| 10   | Denis Law          | Manchester United            | 6     |

### Jugadores con mayor cantidad de encuentros disputados

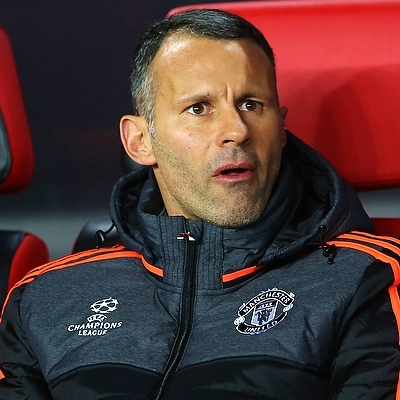
Ryan Giggs es el jugador que más encuentros ha disputado en los derbis.

A continuación se muestra la lista de los principales jugadores con más apariciones en competiciones oficiales.
| Pos. | Jugador          | Equipo            | Presencias |
| ---- | ---------------- | ----------------- | ---------- |
| 1    | Ryan Giggs       | Manchester United | 48         |
| 2    | Steven Gerrard   | Liverpool         | 35         |
| 3    | Jamie Carragher  | Liverpool         | 33         |
| 3    | Paul Scholes     | Manchester United | 33         |
| 5    | Ian Rush         | Liverpool         | 32         |
| 6    | Ian Callaghan    | Liverpool         | 30         |
| 7    | Bruce Grobbelaar | Liverpool         | 28         |
| 8    | David de Gea     | Manchester United | 26         |
| 8    | Gary Neville     | Manchester United | 26         |
| 8    | Arthur Albiston  | Manchester United | 26         |
| 8    | Phil Neal        | Liverpool         | 26         |
| 8    | Alan Hansen      | Liverpool         | 26         |